# Riverboat Gamblers
I Riverboat Gamblers sono un gruppo punk rock statunitense composto da cinque membri: Mike Wiebe (voce), Fadi el-Assad (chitarra), Ian MacDougall (chitarra), Rob Marchant (basso) ed Eric Green (batteria).